# Luis Guastavino
Luis Alberto Guastavino Córdova (Valparaíso, 29 de diciembre de 1931-Santiago, 28 de diciembre de 2021) fue un profesor de español y político chileno, miembro del Partido Comunista (PC) y luego del Partido Socialista (PS). Se desempeñó como regidor de la comuna de Valparaíso durante dos periodos, entre 1961 y 1965. En ése último año fue elegido como diputado de la República en representación de la 6.ª Agrupación Departamental durante tres periodos consecutivos, desde 1965 hasta 1973. Fue también intendente de la Región de Valparaíso bajo el gobierno del presidente Ricardo Lagos, entre 2003 y 2006.

## Familia y estudios
Nació el 29 de diciembre de 1931, en Valparaíso, hijo de Luis Guastavino Longwath e Isabel Córdova.
Se casó con Nora García Joseau, con quien tuvo tres hijos.
Realizó sus estudios primarios y secundarios en el Colegio Salesianos de Valparaíso. Luego ingresó al Instituto Pedagógico de la Universidad de Chile, sede Valparaíso, donde se tituló como profesor de castellano.
Ejerció la docencia en el Colegio Inglés de Quillota entre 1952 y 1954. Asimismo, entre 1953 y 1954, trabajó en el Saint Peter School, en el Colegio Alemán, en el Liceo de Hombres de Valparaíso y en el Liceo Nocturno.

## Trayectoria política

### Inicios y regidor de Valparaíso
Inició sus actividades políticas al inscribirse en el Partido Comunista (PC) donde ocupó los cargos de secretario regional y fue miembro del Comité Central de las Juventudes Comunistas (JJCC). Asimismo, en diversas ocasiones asumió la dirección del partido.
En las elecciones municipales de 1960 fue electo como regidor por Valparaíso y reelecto en las elecciones municipales de 1963, desempeñándose en este cargo hasta 1965.

### Diputado
En las elecciones parlamentarias de 1965, resultó electo diputado, por la Sexta Agrupación Departamental de Valparaíso y Quillota, por el período legislativo 1965-1969. Integró la Comisión Permanente de Economía y Comercio. En 1966 se incorporó a la Sexta Agrupación Departamental, compuesta por Isla de Pascua (departamento creado por la Ley n.º 16.441, del 1 de marzo de 1966).
En las elecciones parlamentarias de 1969 fue reeelecto como diputado por la misma Sexta Agrupación Departamental (Valparaíso, Quillota e Isla de Pascua), por el período 1969-1973. Integró la Comisión Permanente de Economía, Fomento y Reconstrucción, de la que fue presidente.
Por último, en las elecciones parlamentarias de 1973, obtuvo su segunda reelección como diputado por la misma zona, por el período 1973-1977. Integró la Comisión Permanente de Educación Pública; y la de Economía, Fomento y Reconstrucción. No logró concluir su periodo a causa del golpe militar del 11 de septiembre de 1973, el cual puso término anticipado al período parlamentario a contar de esa fecha. El Decreto-Ley 27, de 21 de septiembre de ese año disolvió oficialmente el Congreso Nacional y declaró cesadas las funciones parlamentarias a contar de la fecha.

### Golpe de Estado de 1973 y exilio
Luego del golpe de Estado del 11 de septiembre de 1973, se asiló en la embajada de Finlandia y tras irse al exilio regresó clandestinamente al país, momento en que José Manuel Mancilla lo salvó de ser detenido por la Policía de Investigaciones (PDI). Durante su exilio fuera del país, entre 1974-1984, trabajó en la Comisión de Derechos Humanos de las Naciones Unidas en Ginebra (Suiza); en la Asamblea General de las Naciones Unidas en Nueva York y en la UNESCO en París, siendo delegado en su Conferencia General de 1976 en Nairobi, Kenia.
Durante este período inició un proceso que progresivamente lo distancia del comunismo, llegando a incluso liderar un movimiento que cuestiona las directrices del partido y que terminaría por abandonar el PC, constituyendo el Partido Democrático de Izquierda (PDI), el que luego se incorporaría al Partido Socialista (PS).

### Gobiernos de la Concertación
A su vuelta a Chile fue nombrado director ejecutivo del Centro de Investigaciones de la Realidad Social (CIRES), en diciembre de 1990. En 1992 organizó el Seminario Internacional «Descentralización y Regionalización: Chile, España, Italia y Suecia», con el patrocinio del Ministerio de Relaciones Exteriores, de la Subsecretaría de Desarrollo Regional y Administrativo (SUBDERE); y del Instituto Latinoamericano de Planificación Económica y Social (ILPES).
Entre abril y junio de 1993, fue invitado por gobiernos regionales, comunidades autónomas e instituciones especializadas, de España, Italia y Suecia, para desarrollar estudios e intercambios sobre temas de regionalización, descentralización y reforma del Estado.
En 1994 fue convocado para trabajar en el tema de la regionalización en la SUBDERE y, específicamente, para la organización y desarrollo de su propuesta de creación del «Programa Universidades–Gobiernos Regionales», que dirigió desde su lanzamiento oficial, el 11 de abril de 1995. Fue subjefe de la Unidad Internacional de la SUBDERE.
En 1994 fue designado por el presidente Eduardo Frei Ruiz-Tagle como su representante ante la Junta Directiva de la Universidad de Playa Ancha de Ciencias de la Educación. El 2000 se incorporó a la Junta Directiva de a Universidad de Tarapacá, Arica.
Durante estos años dictó cursos y expuso en centros universitarios y de estudios como los Institutos de Ciencias Políticas de las universidades de Chile, Católica, Metropolitana y de Playa Ancha, y en la casi totalidad de las 20 universidades regionales del Consejo de Rectores de Chile.
En las elecciones parlamentarias de 1997 se presentó como candidato a diputado por el Partido Democrático de Izquierda, en el entonces distrito n.º 13 que comprendía las comunas de Valparaíso, Isla de Pascua y Juan Fernández. Obtuvo el 18,44% de los votos, quedando en el tercer lugar tras Aldo Cornejo (PDC, 33,43%) y Francisco Bartolucci (UDI, 31,71%), lo que no le permitió resultar electo.
Entre el mes de abril de 2003 y marzo del 2006, durante el gobierno del presidente Ricardo Lagos, ocupó el cargo de intendente de la región de Valparaíso.
Posteriormente, en la primera administración de la presidenta Michelle Bachelet fue nombrado enlace del Gobierno con la nueva Región de Los Ríos. En 2014, fue declarado hijo ilustre de Valparaíso.

## Fallecimiento
Falleció el 28 de diciembre de 2021–un día antes de cumplir 90 años– en la comuna santiaguina de Ñuñoa. Su cuerpo fue trasladado hasta su natal Valparaíso para ser velado en el Salón de Honor del edificio consistorial de la Municipalidad de esa comuna.

## Historial electoral

### Elecciones parlamentarias de 1973
- Diputado por la Sexta Agrupación Departamental (Valparaíso, Quillota e Isla de Pascua)

### Elecciones parlamentarias de 1989
- Elecciones parlamentarias de 1989, candidato a senador por la Circunscripción 5, V Región Cordillera[5]

### Elecciones parlamentarias de 1997
- Elecciones parlamentarias de 1997, candidato a diputado por el distrito 13, Valparaíso, Isla de Pascua y Juan Fernández[6]